# کلبرگ
کلبرگ (به آلمانی: Kelberg) یک شهر در آلمان است که در فولکانایفل واقع شده‌است. کلبرگ ۱٬۹۸۰ نفر جمعیت دارد.